# Smriti
Smriti (Sanskrit, f., स्मृति, smṛti, „was erinnert wird“) ist die Bezeichnung eines Kanons der hinduistischen Literatur. Smritis haben nur insofern Autorität im Hinduismus, als sie mit den Shrutis, den früheren, primären Texten des Hinduismus übereinstimmen. Diese haben einen höheren Stellenwert, da die Rishis, wie man die alten Weisen nennt, die Inhalte direkt „gehört“ haben sollen. Doch gelten auch die Smritis für ihre Anhänger als Offenbarungen und werden von den verschiedenen Gurus überliefert. Über die exakte Klassifikation der Smriti gibt es keinen Konsens.
Die Smriti enthält:
- Itihasa (Dichtung, die Epen)
  - Mahabharata
  - Ramayana
- Puranas (religiöse Texte, 16 große Puranas)
  - Bhagavatapurana
- Sutras (Leitfäden)
  - Shrautasutras
  - Grihyasutras (Sutras für die häuslichen Riten)
- Dharmashastras (Gesetzbücher)
  - Manusmriti
- Nitishastras (Gesetzestexte)
  - Arthashastra
- 6 Vedangas (Hilfswissenschaften)
- Agamas
  - Tantra